# Asprotera ornatula
Asprotera ornatula là một loài bọ cánh cứng trong họ Zopheridae. Loài này được Pope miêu tả khoa học năm 1957.